# Municipio de Tuscarora (Míchigan)
El municipio de Tuscarora (en inglés: Tuscarora Township) es un municipio ubicado en el condado de Cheboygan en el estado estadounidense de Míchigan. En el año 2010 tenía una población de 3038 habitantes y una densidad poblacional de 27,96 personas por km².

## Geografía
El municipio de Tuscarora se encuentra ubicado en las coordenadas 45°25′47″N 84°38′22″O / 45.42972, -84.63944. Según la Oficina del Censo de los Estados Unidos, el municipio tiene una superficie total de 108.65 km², de la cual 76.18 km² corresponden a tierra firme y (29.89%) 32.48 km² es agua.

## Demografía
Según el censo de 2010, había 3038 personas residiendo en el municipio de Tuscarora. La densidad de población era de 27,96 hab./km². De los 3038 habitantes, el municipio de Tuscarora estaba compuesto por el 96.21% blancos, el 0.1% eran afroamericanos, el 1.71% eran amerindios, el 0.26% eran asiáticos, el 0.03% eran isleños del Pacífico, el 0.23% eran de otras razas y el 1.45% pertenecían a dos o más razas. Del total de la población el 0.69% eran hispanos o latinos de cualquier raza.